# Wojsko komputowe
Wojsko komputowe (exército de orçamento) é um tipo de unidade militar usada na República das Duas Nações nos séculos XVII e XVIII.
Até o meio do século XVII, as forças polonesas estavam divididas em unidades permanentes (polonês: wojsko kwarciane) e unidades suplementares (polonês: wojsko komputowe, também wojsko suplementowe), que eram criadas segundo as necessidades militares. Em 1652 essa distinção terminou, e os dois tipos de forças foram fundidas no wojsko komputowe.
A etimologia do nome vem do latim computatio (conta, cálculo), e do Polonês Antigo komput - orçamento do exército que era votado pelo parlamento da República, o Sejm.
Wojsko kwarciane era composto de várias unidades, formadas por soldados nascidos na República e por mercenários estrangeiros. A Dieta votava em pagar por certo número de unidades (porções, polonês: porcje, na infantaria, e cavalos, polonês: konie para a cavalaria).
O número de pessoas (que era mantido como um segredo de Estado) variava, porque geralmente os comandantes (hetmans) pagavam, por um número adicional de homens, de seus próprios bolsos. Durante o tempo de paz, o orçamento do exército da República constava de cerca de 12 000 homens da parte polonesa e de 6 000 do Grão-Ducado da Lituânia. Durante o tempo de guerra esse número era aumentado para cerca de 24 000-40 000 para a Polônia e 8 000-22 000 para a Lituânia.
Além disso, o wojsko kwarciane era suplementado com a base de recrutas camponeses de piechota wybraniecka e a partir de 1653, piechota łanowa, cossacos registrados (até 1699), pospolite ruszenie, Guarda Real, paramilitares dos magnatas e cidades e wojsko ordynackie.
Em 1717 a "Dieta Calada" (Sejm Niemy), instalada sob a coação russa, estipulou valores de 18 000 homens para a Polônia e 6 200 para a Lituânia. Isto marcou o início do controle russo sobre os exércitos da República, que permaneceria até a Constituição polonesa de 3 de maio de 1791.